# S líquida
La s líquida es la s al principio de una palabra cuando precede a otro sonido consonántico. Es un caso de s impura o preconsonántica.
En algunos idiomas la pronunciación de la s líquida no presenta ningún problema, mientras que en otros induce la aparición de vocales protéticas. Esto puede variar con el tiempo, por ejemplo, el francés actual admite la s líquida, pero no fue así históricamente - en voces latinas con s líquida se antepuso una e para, posteriormente, eliminarse la s: status > estat > état; scala > eschale > échelle.

## En español
La estructura silábica del español no admite la s líquida. Por lo general, los términos con s líquida provienen de cultismos latinos y griegos y préstamos del inglés y otros idiomas.
Por lo general, la adaptación se realiza mediante la adición de una e protética en la pronunciación cuya consecuencia es la formación de una nueva sílaba. A veces, la e protética se refleja en la escritura (estudio < studium), mientras que en otros casos, particularmente cultismos y préstamos recientes, no es así (statu quo, slip).
Finalmente, en algunos casos, particularmente ante ce o ci, se adaptan suprimiendo la «s», como en los cultismos latinos cetro (< sceptrum) y ciencia (< scientiam). Sin embargo, escéptico y escita siguen la regla general de preceder la s por e.

### Historia
Ya en 1741, la Orthographía española comentaba acerca de la s líquida:

Ha dado mucho que diſputar á la Academia la letra S por la duda de ſu uſo, quando al principio de las dicciones ſe eſcribe en Latín, y otras lenguas antes de conſonante. En la nueſtra no ſe acomoda la pronunciacion á la raiz, ú origen: en las raices hay S, y la pronunciacion no la ſabe. Si recurrimos, como tercero, que medie en eſta diferencia, al uſo, eſte en una miſma voz varía con los tiempos. En las impreſiones antiguas ſe hallan muchas voces, como ſciencia, ſcetro, ſcala, ſcuela, con S líquida; y en las modernas ſe hallan impreſas eſtas voces, ú omitida la S, y ſuprimida enteramente, eſcribiendo ciencia, cetro; ó añadida una E, diciendo eſcala, eſcuela: con que á primera viſta quedamos en la confuſion de no tener norte, ni regla, por donde gobernarnos.

Nace eſto de que los Eſpañoles no pronunciamos la S líquida al principio de diccion, quando eſtá antes de conſonante, ni nueſtra lengua, y boca articula aquella medio S, que fácilmente pronuncia el Latino, el Italiano, y el Francés, y pronunciaba el Griego (...) .

Anteriormente se había admitido la s líquida en las combinaciones sc-, sm- y st-, pero, a tenor del poco uso de estos términos, por lo general voces griegas, la Orthographía española optó por suprimirla por completo con la única salvedad de nombres propios:

La experiencia es la mas ſegura maeſtra en las operaciones prácticas. Quando la Academia componia en ſu Diccionario la letra S, no juzgó prudencia excluir del todo la S líquida: dió tiempo al tiempo, y no quiſo desfigurar á todas eſtas voces de ſus orígenes; pero acordando al miſmo tiempo, que las voces que ya el uſo eſcribia ſin S, como cetro, y en las que el miſmo uſo eſcribia con E, como eſtómago, eſcritura, que por uſo eſtaban ya en el Diccionario, ó ſe debian poner en las letras ſiguientes, donde les tocaſſe, ſe excuſaſſe la S líquida, abandonada por inútil, ó ſuavizada por difícil. (...) De las muchíſsimas voces, que en ſu orígen tienen S líquida, y que con ella ſe eſcribian en la primera edad de la lengua, ya pulida eſta, y cultivada, ſolo permite el uſo moderno treinta y ſeis voces, y de eſtas mas de ſeis en duda, y las treinta peregrinas de plantas no conocidas, de animales ignorados, cuyos Autores hacen vanidad de hablar las voces del Griego: luego ya el uſo moderno ha excluido, ó quitado de nueſtros eſcritos la S líquida. (...)

Por lo dicho parece la reſolucion mas prudente excluir el uſo de la S líquida. (...) De eſte ſentir fue Nebrixa, eſcribiendo que, quando del Griego, ó Latino paſamos alguna palabra, que comienza en tres conſonantes, de las quales la primera de neceſidad es S, ſiempre ſe antepone una E, para que ſobre eſta cargue la S, y ſe alivie la pronunciacion de la conſonante, ó conſonantes, que ſe han de juntar con la vocal ſiguiente, v. g. Eſtrabon por Strabo: eſcrito por ſcriptum.

No obstante (...): [l]os Apellidos, y nombres de Dignidades de otras Naciones, y los nombres proprios de Paiſes, y Lugares extrangeros, de los quales uſamos alguna vez en nueſtros eſcritos ſolo por la preciſion de nombrarlos, ſi tubieren S líquida en ſus idiomas, ſe eſcribirán con ella en el nueſtro (...).

## En italiano
En italiano la s líquida tiene uso frecuente, y no tiene mayores consecuencias fonéticas, pero sí gramaticales.
La s líquida en italiano no pertenece a la misma sílaba que la letra siguiente, sino a la anterior, como ocurre en español con la e protética. Esto justifica la regla gramatical que impone cambiar, ante sustantivo o adjetivo masculino, los artículos acabados en consonante (el determinado il y el indeterminado un) por otros acabados en vocal (lo y uno), para no violar la rítmica natural del idioma.
«lo scoglio», pronunciado /lo_s.kɔ.ʎʎo/
«uno scoglio», pronunciado /u.no_s.kɔ.ʎʎo/
Antiguamente se utilizaba en algunos casos una i protética. Por ejemplo «stato» (estado) cuando iba precedido por la preposición «in»: «in istato di difesa» (en estado de defensa).